# Idiomas de Guam
En Guam están reconocidos dos idiomas oficiales:
- El Inglés: El inglés es el idioma oficial en el país, lengua que fue importada por los estadounidenses después de la Guerra Hispano-Estadounidense de 1898 cuando España cedía esta isla a los Estados Unidos. Actualmente es hablada por la mayoría de la población y utilizada por el gobierno.

- El Chamorro: El chamorro es una lengua austronesia, con mucho léxico de origen español,[1] hablada principalmente por los indígenas de la isla. Rafael Rodríguez-Ponga la considera un idioma mixto español-austronesio[2] Es la segunda lengua oficial de Guam.

También se estudia español en varios institutos de secundaria.